# Altertjärnen (Älvsby socken, Norrbotten)
Altertjärnen är en sjö i Älvsbyns kommun i Norrbotten och ingår i Alterälvens huvudavrinningsområde.